# Hotelschiff

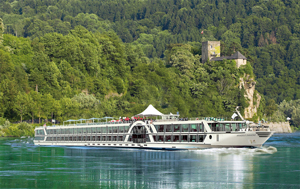
Das Kabinenfahrgastschiff Amadeus Diamond ist eines der Hotelschiffe zu Messezeiten in Deutschland

Ein Hotelschiff ist ein Passagierschiff, das vorübergehend oder dauernd die Funktion eines Hotels übernimmt, wobei die Übernachtung an einem festen Ort im Vordergrund steht. Während ein Hotelschiff allerdings meist nur für wenige Tage zur Verfügung steht, steht bei einem Botel die Hotelfunktion im Vordergrund und es ist fest am Pier vertäut.

## Hotelschiff

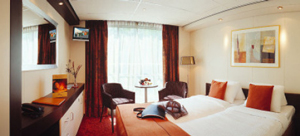
Eine Standardkabine auf dem Hotelschiff Amadeus Diamond

Als Hotelschiff werden vorwiegend Flusskreuzfahrtschiffe eingesetzt. Zu diesem Zweck werden die Passagierkabinen nicht für eine Kreuzfahrt, sondern als Hotelzimmer an einem festen Ort angeboten. So kann kurzfristig und ohne baulichen Aufwand eine größere Übernachtungskapazität vor Ort angeboten werden. Besonders bei zu erwartenden Kapazitätsengpässen während Messen oder Großveranstaltungen bieten Hotelschiffe eine flexible Ergänzung zum bestehenden Hotelangebot an Land. In Deutschland werden Hotelschiffe zum Beispiel zu Messeterminen in Frankfurt am Main, Köln, Düsseldorf, Nürnberg und Hannover angeboten. Die Anleger befinden sich meist in zentraler Lage in den Innenstädten. Während einer großen Messe, wie der Drupa oder der Medica in Düsseldorf, werden bis zu 40 Schiffe genutzt, um die Messegäste zu beherbergen.
Anders als ein sogenanntes Botel, bei dem ein Boot fest an einem Ort verankert ist und dauerhaft als Hotel genutzt wird, sind Hotelschiffe nur vorübergehend an einem Ort. Für Schiffseigner und Reedereien ist diese Art der Nutzung von Flusskreuzfahrtschiffen vor allem deshalb interessant, weil diese nicht wie Hochseekreuzfahrtschiffe mit den Jahreszeiten in wärmere Fahrgebiete wechseln können. So kann eine bessere Auslastung außerhalb der Kreuzfahrtsaison erreicht werden.
Die meisten Hotelschiffe sind für Kreuzfahrten und damit für einen längeren Aufenthalt an Bord ausgelegt. Sie werden in verschiedenen Kategorien angeboten und verfügen über 50–100 Kabinen. Besaßen frühere Hotelschiffe eher eine einfachere Ausstattung, bieten sie heute meist einen 4- bis 5-Sterne-Standard. Zu diesem Standard gehören heutzutage Kabinen mit Dusche, WC, Klimaanlage, Telefon und Fernseher. Außerdem stehen dem Gast an Bord Bars, Restaurants und Lounges und in den gehobenen Kategorien zum Teil auch Bibliotheken oder Fitnessbereiche mit Whirlpool und Sauna zur Verfügung.
Eines der Hauptfahrtgebiete für Flusskreuzfahrten in Europa sind die Flüsse Rhein, Main, Donau und Elbe. Da hier viele Städte direkt am Wasser liegen, ist dieses Revier auch für Hotelschiffe als Einsatzort interessant. Die Anleger befinden sich meist in zentraler Lage in den Innenstädten, so zum Beispiel direkt am Altstadtufer in Köln, am Burgplatz in Düsseldorf oder am Holbeinsteg und der Nizza Werft in Frankfurt am Main. Über das Netz der Binnenwasserstraßen ist eine flexible und bedarfsgerechte Disponierung der Hotelschiffe ohne lange Transfers möglich.

## Botel

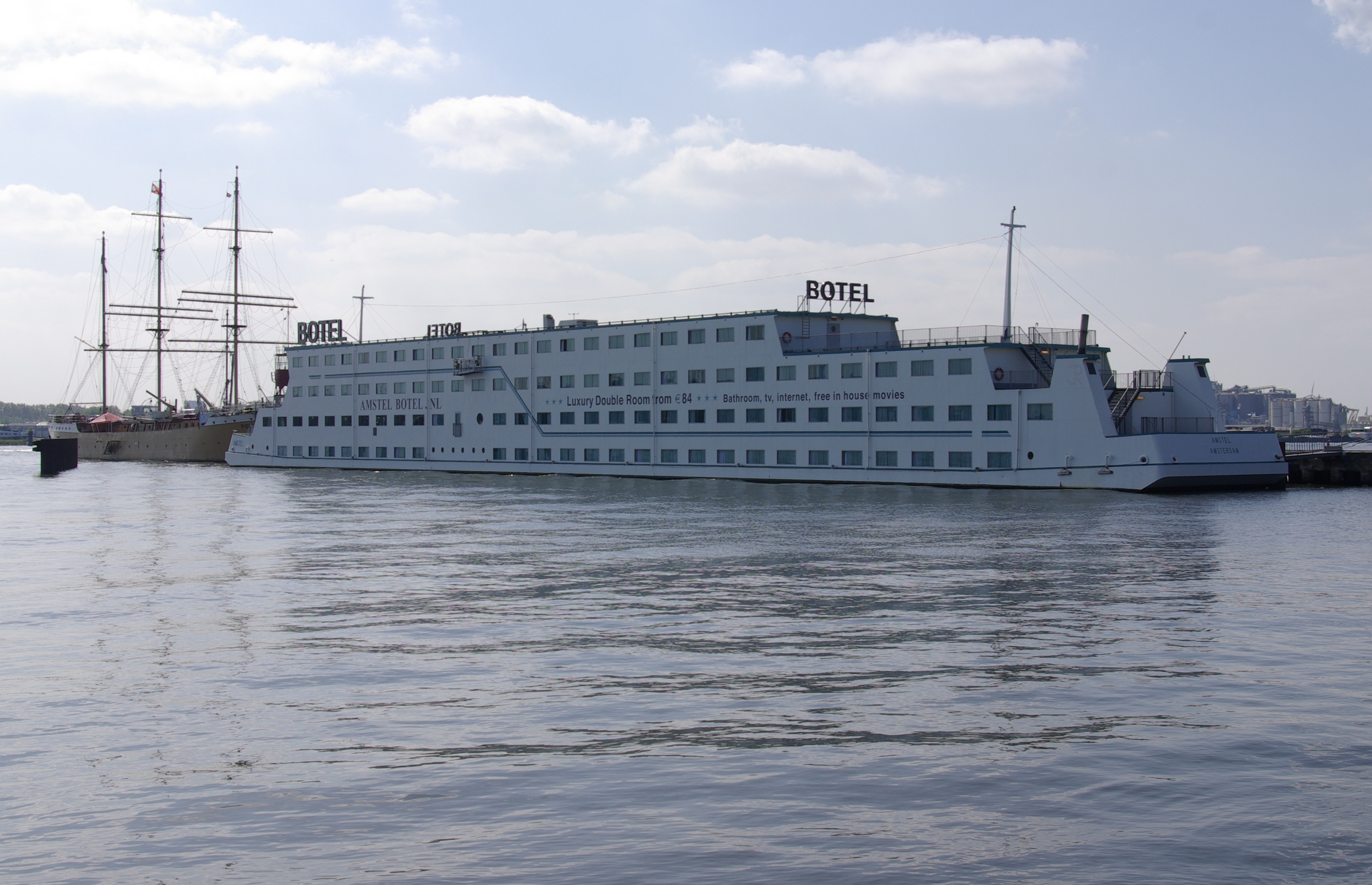
Das Amstel Botel in Amsterdam, 2009

Das Botel ist ein Schiffshotel, der Begriff ist ein Kofferwort aus Boot und Hotel. Im Allgemeinen bezeichnet es im Gegensatz zum Hotelschiff jedoch ein schwimmendes Hotel mit einem festen Liegeplatz. Besonders in wasserreichen Gegenden trifft man häufig auf diese Form der Gästeunterbringung. Anders als auf einem Hotel-, Kreuzfahrt- oder Flussschiff werden die Schlafräume entsprechend nicht als „Kabinen“, sondern wie bei Hotels als „Zimmer“ bezeichnet. Botels sind entweder für diesen Zweck gebaute Schiffe, wie das Amstel Botel, oder umgebaute alte Fahrgastschiffe.
Oft besitzen Botels einen saisonal oder ganzjährig von der Schifffahrtsgesellschaft genutzten festen Anlegeplatz am Pier.
Sie bieten einen ähnlichen Komfort wie ein Hotel. Im Vergleich zu Hotels an Land verfügen Botels jedoch oft nur über ein eingeschränktes Serviceangebot, so sind beispielsweise nur Übernachtungen mit Frühstück möglich. Die Zimmer sind zum Teil klimatisiert und verfügen über TV, Telefon und Internetanschluss. Die Energieversorgung geschieht über festinstallierte Landanschlüsse.
Beliebte Gebiete für Botels sind zum Beispiel Amsterdam, Bratislava, Budapest, Prag und Stockholm (Schiff Mälardrottningen).
Das erste hochseetaugliche, speziell für diesen Zweck gebaute Botel war das Four Seasons Great Barrier Reef Resort, das später auch in Vietnam und in Nordkorea lag.

## Nutzung anderer Schiffe als Hotelschiff

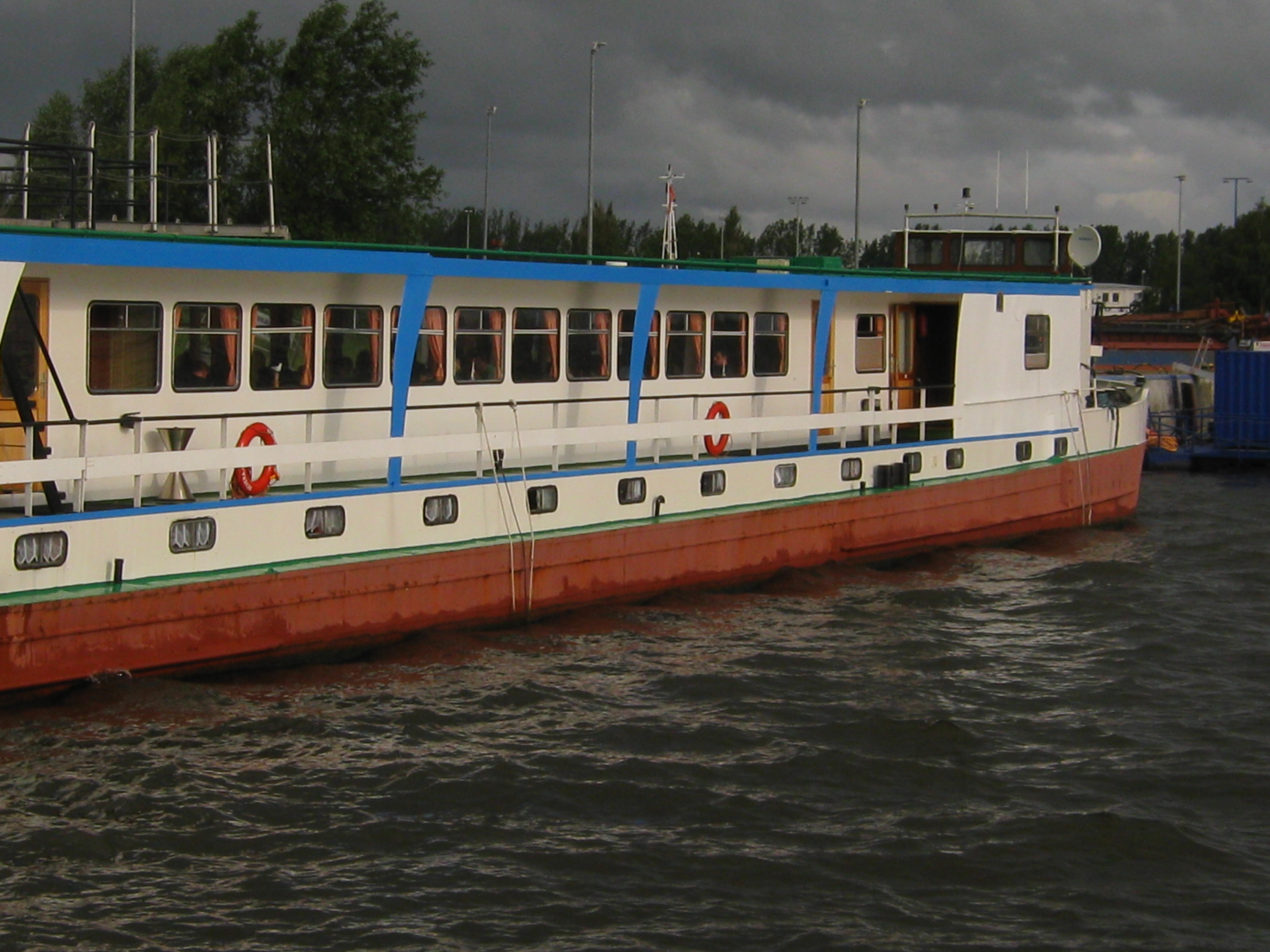
Restaurant- und Wohnschiff des AFZ Rostock (2013)

Bei Hotelschiffen handelt es sich überwiegend um eine befristete Zwischennutzung von Flusskreuzfahrtschiffen. Seltener werden Museumsschiffe, ehemalige Fährschiffe, Schulschiffe oder sogenannte Eventschiffe als Hotelschiffe umgebaut und in großen Hafenstädten genutzt.
Beispiele für Hamburg sind der im Hamburger Hafen liegende ehemalige Überseefrachter Cap San Diego, der als größtes Museumsschiff noch mit eigener Kraft fährt und die ehemalige Hafenfähre Großer Michel, mit der als Hotelschiff regelmäßig Fahrten durchgeführt werden. Beiden gemeinsam ist die im Vergleich zu Kreuzfahrtschiffen geringe Kabinenzahl.
In Bremen wird an der Schlachte das Hotelschiff Perle betrieben und in der Lesummündung im Bremer Stadtteil Vegesack bis zum 26. August 2021 das ehemalige Schulschiff Deutschland, welches danach nach Bremerhaven verlegt wurde.
1947 kam die Bark Seute Deern als Hotel- und Restaurantschiff nach Hamburg. Wegen wirtschaftlicher Schwierigkeiten wurde sie nach Holland verkauft und diente zehn Jahre als Pieter A. Koerts in ihrer Heimatstadt Delfzijl als schwimmende Jugendherberge. 1964 wurde die Hafenstadt Emden unter dem vorigen Namen Seute Deern neuer Heimathafen. Nach der kurzzeitigen Nutzung als Gaststätte gelangte sie 1966 an einen neuen Liegeplatz im Alten Hafen von Bremerhaven und wurde bis zu ihrem Untergang am 31. August 2019 im Museumshafen als Gaststätte genutzt.
In Rostock wurde die ehemalige Georg Büchner als Hotel- und Ausbildungsschiff betrieben, in den 1990er Jahren zunächst als Internat und nach dem Jahrtausendwechsel bis 2012 vom Förderverein Traditionsschiff als Jugendherberge und Hotelschiff (siehe auch: Traditionsschiff Dresden).
Seit 1972 dient das ehemalige Passagierschiff Queen Mary im kalifornischen Long Beach als schwimmendes Hotel namens Hotel The Queen Mary.

## Anfänge und Entwicklung
In Deutschland gehen die Anfänge der Hotelschiffe zurück bis in die 1970er Jahre. Während der internationalen Messen war es wegen Engpässen im Hotelmarkt oft schwierig, eine qualitativ hochwertige Unterkunft in guter Lage zu finden. So entstand in Frankfurt die Idee, während der Internationalen Textilmesse ein Flusskreuzfahrtschiff am Mainufer zu verankern und so mitten in der Stadt die Bettenkapazität zu vergrößern. Bis heute (Stand 2016) bietet die Hafengesellschaft der Stadt Frankfurt am Main an der Nizza-Werft (Häfen in Frankfurt am Main) Liegeplätze für Hotelschiffe an.
Flusskreuzfahrten sind in Europa in den 2000er-Jahren ein wachsender Markt im Tourismusgeschäft geworden. Nach der Fertigstellung des Rhein-Main-Donau-Kanals, dem Fall des Eisernen Vorhangs und der EU-Erweiterung haben die Möglichkeiten für die Binnenschifffahrt und damit auch den Schifffahrtstourismus zugenommen. Der Reisekomfort machte Flusskreuzfahrten dazu immer beliebter, so dass sie heute mit den mehrtägigen Busfahrten durch Europa konkurrieren. Die Anzahl der Schiffe ist folglich in den 2000er-Jahren gewachsen. Somit stieg auch die Verfügbarkeit von Kreuzfahrtschiffen für den Einsatz als Hotelschiff.
Ein anderer Grund für den zunehmenden Einsatz von Hotelschiffen liegt in den großen Nachfragespitzen bei Hotelübernachtungen in Messestädten. Die großen Preisaufschläge der ansässigen Hotels während Messeveranstaltungen haben bei Messen bereits zu Einbußen bis hin zur Abwanderung ganzer Messen geführt. Viele Besucher sind ferngeblieben oder nur für einen Tagestrip gekommen, begünstigt durch billige Verkehrsanbindungen via Billigfluggesellschaften oder ICE-Bahnverbindung. Hotelschiffe gleichen diese temporären Spitzen aus und tragen so, trotz der Kritik von ansässigen Hotels, zur Attraktivität und Wettbewerbsfähigkeit von Messestandorten bei.

## Hotelschiffmarkt

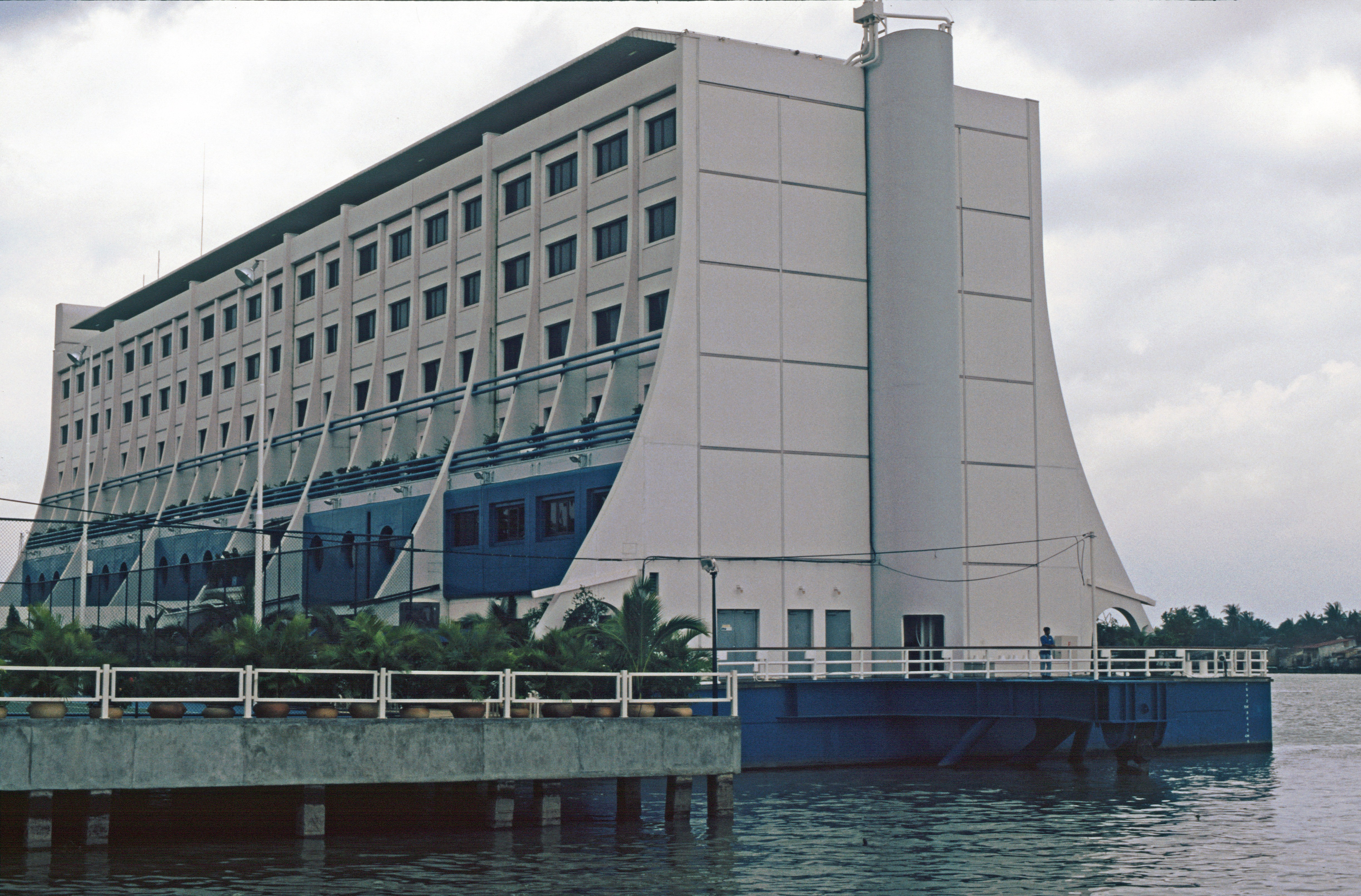
Das Saigon Floating Hotel (1991)

Hotelschiffe fungieren als wichtiges Korrektiv im Hotelmarkt. Der Markt ist zu unelastisch, um auf eine punktuell sehr hohe Nachfrage, wie zum Beispiel zu Messezeiten, zu reagieren. Zusätzliche Hotelkapazitäten durch den Bau weiterer Hotels sind kurzfristig nicht realisierbar und nicht immer wünschenswert, da sie in den nachfrageschwachen Zeiten außerhalb der Messesaison zu Überkapazitäten führen. Der Einsatz von Hotelschiffen reflektiert diese Situation und ermöglicht einen bedarfsgerechten Ausgleich von Angebot und Nachfrage.
Die Vermarktung von Hotelschiffen erfolgt in der Regel durch Charteragenturen, die dafür auf Kapazitäten bei Reedereien, wie zum Beispiel Viking River Cruises aus der Schweiz, oder Partikulieren, also selbstständigen Schiffseigentümern, zurückgreifen. Die beiden Marktführer in Deutschland sind Crossgates und die Regis Hotelschiff GmbH. Ihre Aufgabe besteht darin, die Schiffe zu chartern und in den gebuchten Städten bereitzustellen sowie sicherzustellen, dass die vereinbarten Standards konstant bleiben. Die Charterer unterhalten Verbindungen zu den Messegesellschaften und Touristenverbänden der erreichbaren Städte, um Hotelschiffe auf Nachfragen bereitzustellen. Die Hotelschiffe werden dabei als Möglichkeit betrachtet, mehr Messegäste in der Stadt anstatt im Umland unterzubringen. Die Gäste bestehen sowohl aus Einzel- als auch aus Firmenkunden, die ihre Hotelschiffunterkunft meist über spezialisierte Reiseveranstalter buchen, aber auch direkt bei den Tourismusverbänden vor Ort oder direkt beim Hotelschiff.
Im Jahr 2007 brachten die Hotelschiffe in Deutschland während der etwa sechsmonatigen Saison insgesamt über 100.000 Betten auf den Markt und setzten rund 10 Millionen Euro um. Damit stellen sie nur einen kleinen Anteil der gesamten Hotelkapazität in Deutschland. Berlin allein hat zum Beispiel eine Tageskapazität von 97.441 Betten (Stand Dezember 2008).